# Pixel Recursive Super Resolution
Pixel Recursive Super Resolution és un projecte de Google dissenyat per reconstruir o recuperar imatges borroses i pixelades gràcies a la intel·ligència artificial.
S'han presentat diversos casos demostrant com Google reeix mostrar de forma nítida imatges de tan sols 64 píxels -8 d'alt per 8 d'ample. Malgrat que aquesta eina encara es troba en procés de desenvolupament, el porgramma podria arribar a esdevenir un mètode més efectiu pel tractament d'imatges que dels que disposen qualsevol dels programes ja existents; d'entre els quals destaca el reconegut Photoshop.

## Influència de Blade Runner: Màquina ESPER
Aquest projecte de Google recorda a la màquina ESPER que apareix a la pel·lícula Blade Runner, la qual Rick Deckard utilitza amb una motivació policial per ampliar la mida de diverses fotografies per així aconseguir trobar elements en elles que el condueixin als "replicants" (robots identics a humans).
A Blade Runner la màquina està construida mitjançant una televisió futurista de tub i un artefacte similar a un reproductor DVD. Per fer funcionar la màquina, cal introduir una fotografia de paper dins el reproductor DVD, de manera que seguidament la imatge aparegui a la pantalla i, a través d'un comandament, Rick Deckard li pot donar diverses indicacions per tal d'ampliar la mida de la imatge i situar-la el lloc que li convé. La màquina ESPER a la pel·lícula és capaç de fer nítids els detalls que apareixen a la fotografia, anant més enllà de la resolució de la imatge en paper oferia.
Per tant, l'objectiu del projecte Pixel Recursive Super Resolution és el mateix que el de la màquina ESPER: mostrar de forma nítida les imatges per tal de poder descobrir què hi ha més enllà del que es pot veure en elles a primera vista. I és que, tot i que encara no existeix una màquina que presenta el mateix nombre de funcions que la màquina ESPER, aquesta innovació desenvolupada per Google sembla ser un pas cap a la creació d'aquesta tecnologia futurista a la realitat.